# MSG (album)
Pour les articles homonymes, voir MSG.
Albums de Michael Schenker Group
The Michael Schenker Group
(1980) One Night at Budokan
(1981)
Singles
1. Ready To Rock
Sortie : août 1981

MSG est le deuxième album studio du groupe de hard rock, Michael Schenker Group. Il est sorti en septembre 1981 sur le label Chrysalis Records et a été produit par Ron Nevison.

## Historique
Cet album fut enregistré dans les deux studios AIR, soit ceux de Londres en Angleterre et ceux de Montserrat dans les Antilles. Michael Schenker et Gary Barden ont réuni autour d'eux, cette fois-ci un groupe complet avec l'arrivée de l'ancien complice de Michael, Paul Raymond ex-UFO aux claviers et à la guitare rythmique, le batteur Cozy Powell (ex- Rainbow) et le bassiste Chris Glen (ex-The Sensational Alex Harvey Band). Le producteur Ron Nevison qui a produit plusieurs albums de l'ancien groupe de Schenker, UFO, a été choisi pour produire cette opus. 
Cet album se classa dans le top 20 des charts britanniques en atteignant la 14e Place. Il se classa aussi à la 81e place du Billboard 200 aux États-Unis et à la 31e place des charts néerlandais.

## Liste des titres
Face 1
| No | Titre                    | Auteur                                                  | Durée |
| -- | ------------------------ | ------------------------------------------------------- | ----- |
| 1. | Ready To Rock            | Michael Schenker, Gary Barden                           | 3:34  |
| 2. | Attack of the Mad Axeman | Schenker, Barden                                        | 4:30  |
| 3. | On and On                | Schenker, Barden                                        | 5:02  |
| 4. | Let Sleeping Dogs Lie    | Schenker, Barden, Chris Glen, Cozy Powell, Paul Raymond | 5:21  |

Face 2
| No | Titre                  | Auteur           | Durée |
| -- | ---------------------- | ---------------- | ----- |
| 5. | I Want More            | Schenker, Barden | 6:58  |
| 6. | Never Trust a Stranger | Raymond          | 4:05  |
| 7. | Looking for Love       | Schenker, Barden | 4:21  |
| 8. | Secondary Motion       | Schenker, Barden | 3:54  |

### Titres bonus de la réédition 2009
| No | Titre                                      | Auteur  | Durée |
| -- | ------------------------------------------ | ------- | ----- |
| 9. | Never Trust a Stranger (Rough Monitor mix) | Raymond | 4:32  |

Live at the Manchester Apollo, 30 September 1980
| No  | Titre                    | Auteur                           | Durée |
| --- | ------------------------ | -------------------------------- | ----- |
| 10. | Natural Thing            | Phil Mogg, Schenker, Pete Way    | 4:07  |
| 11. | Feels like a Good Thing  | Schenker, Barden                 | 4:03  |
| 12. | Looking Out from Nowhere | Schenker, Barden                 | 7:08  |
| 13. | Shoot Shoot              | Mogg, Schenker, Way, Andy Parker | 3:25  |
| 14. | Doctor Doctor            | Mogg, Schenker                   | 5:31  |
| 15. | Lights Out               | Mogg, Schenker, Way, Parker      | 5:09  |

## Musiciens
Michael Schenker Group
- Michael Schenker: guitares
- Gary Barden: chant
- Paul Raymond: claviers, guitare rythmique
- Cozy Powell: batterie, percussions
- Chris Glen: basse

Musiciens additionnels
- Stephen Stills, Billy Nichols: chœurs

## Charts
| Pays        | Durée du classement | Meilleur classement |                  |
| ----------- | ------------------- | ------------------- | ---------------- |
| États-Unis  | 8 semaines          | 81e                 | 21 novembre 1981 |
| Pays-Bas    | 2 semaines          | 31e                 | 24 octobre 1981  |
| Royaume-Uni | 8 semaines          | 14e                 | 21 novembre 1981 |